# Radioactivité α

Différents modes de désintégration radioactive : radioactivités α, β− et β+, capture électronique ε, émission de neutron n et émission de proton p.

Ce diagramme présente les différents genres de radiations ionisantes et leur capacité à pénétrer la matière. Les particules alpha sont arrêtées par une simple feuille de papier tandis que les particules bêta sont stoppées par une feuille d'aluminium. Le rayonnement gamma quant à lui, très pénétrant, est amorti quand il pénètre de la matière dense. Les rayons gamma peuvent être arrêtés avec quatre mètres de béton.

La radioactivité alpha (ou rayonnement alpha, symbolisé α) est le rayonnement provoqué par la désintégration alpha, soit la forme de désintégration radioactive où un noyau atomique X éjecte une particule α et se transforme en un noyau Y de nombre de masse A diminué de 4 et de numéro atomique Z diminué de 2.

## Histoire
En 1898, Ernest Rutherford découvre que la radioactivité émise par un minerai d'uranium est un mélange de deux phénomènes distincts qu'il appelle radioactivité α et radioactivité β. Le rayonnement β est initialement plus étudié que le rayonnement α, car ce dernier est peu pénétrant et donc plus difficile à étudier. En 1903, Rutherford et Soddy montrent que les particules alpha sont chargées, ont une masse de l'ordre de celle d'un atome léger et une vitesse de l'ordre de 25 000 km/s, c'est-à-dire des caractéristiques très différentes de celles des électrons constituant le rayonnement β. En 1904, William Henry Bragg découvre que la vitesse d'émission d'une particule α est propre à l'atome radioactif qui l'émet. À la même période, Rutherford mesure le rapport entre la masse d'une particule α et sa charge. De plus Rutherford et Hans Geiger parviennent à compter une par une les particules α émises par un échantillon de radium, ce qui permet d'en déduire la charge d'une seule particule et donc sa masse : ils obtiennent la preuve que les particules α sont des atomes d'hélium ayant perdu leurs charges négatives,. Cette mesure permet également une toute première détermination de la demi-vie du radium 226 estimée alors à 1 760 ans et aussi de calculer une valeur du nombre d'Avogadro proche des autres valeurs obtenues à l'époque. En 1909 est réalisée l'expérience de Rutherford qui établit l'existence du noyau atomique grâce au bombardement d'une feuille d'or par des particules α.

## Phénomène physique

Émission d'une particule alpha.

La désintégration alpha peut être vue comme une forme de fission nucléaire où le noyau père se scinde en deux noyaux fils dont l'un est un noyau d'hélium :
A
Z X ⟶ A – 4
Z – 2 Y + 4
2He
ou
A
Z X ⟶ A – 4
Z – 2 Y + α.
où A représente le nombre de masse (nombre de nucléons) et Z le numéro atomique (nombre de protons).
Il est vite apparu un lien remarquable entre l'énergie disponible de la réaction (pratiquement, l'énergie cinétique de la particule α) et la période radioactive du noyau père : les périodes sont d'autant plus grandes que l'énergie disponible est petite. Cette observation a mené à une interprétation de la désintégration comme due à un effet tunnel entre le puits de potentiel intranucléaire et l'extérieur de la barrière de potentiel coulombienne existant entre les deux noyaux finaux ; ceci constitue le fondement du modèle de Gamow.
La désintégration alpha est la principale façon pour un atome de perdre spontanément des nucléons (en l'occurrence 4 par 4, 2 neutrons et 2 protons). Les autres (émission de neutrons, émission de protons et fission spontanée) concernent relativement peu de nucléides.

## Spectre énergétique

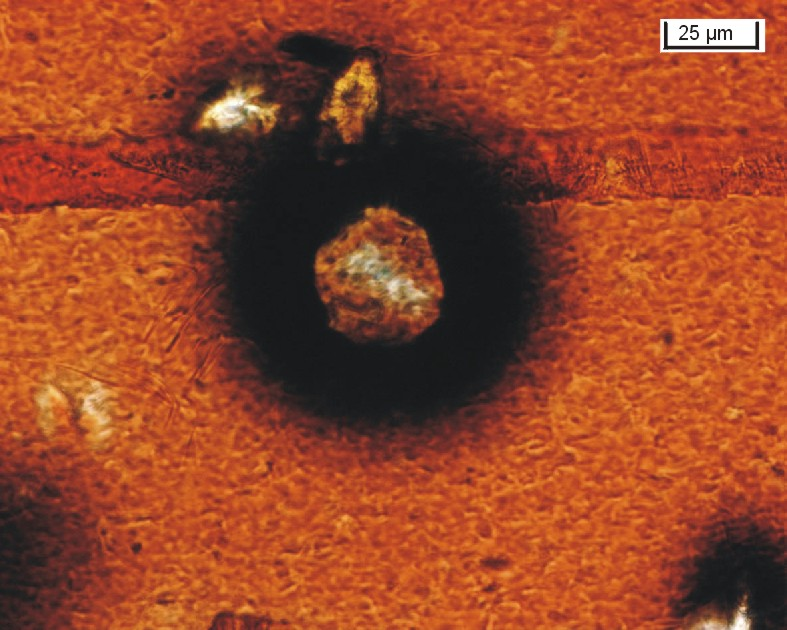
Un zircon dans une matrice de biotite : Des particules alpha émises par désintégration radioactive bombardent et détruisent la matrice ; il se forme ce qu'on appelle un halo pléochroïque. On parle aussi d'état métamicte pour décrire le caractère amorphe de la matrice irradiée.

Au niveau énergétique, la désintégration α présente un spectre de raie, signature de la différence des masses des noyaux père et fils.
Pour certains isotopes, la raie est unique, mais pour d'autres un même noyau père peut (statistiquement) mener au noyau fils dans plusieurs états différents : soit son fondamental, soit l'un de ses états excités, il conserve alors une partie de l'énergie retranchée à celle que reçoit la particule α.
Une série de raies est alors présente dont l'intensité dépend de la probabilité de chacune des transitions.
Si le noyau résultant est dans un état excité qui n'est pas métastable, on observe presque simultanément à la désintégration alpha un rayonnement gamma par désexcitation pour revenir au fondamental.
Le schéma de désintégration détaillé des particules indique la probabilité relative de chaque raie et les rayonnements gamma éventuellement associés.

### Vitesse d'émission de la particuleα
La masse relativement importante de la particule α  réduit d'autant sa vitesse pour une énergie donnée. Comme l'énergie associée à la radioactivité alpha est toujours inférieure à 10 MeV, autour de 5 MeV dans la majorité des cas – soit une vitesse de 15 300 km/s –, elle n'est pas suffisante pour que les particules α  émises soient relativistes. Ce fait, associé à leur caractéristique de particules chargées (Z = 2), leur confère une pénétration faible (quelques centimètres dans l'air).
La particule α ayant une masse non négligeable, une impulsion en réaction est conférée au noyau émetteur qui reste modérée (vitesse de l'ordre de 280 km/s) sans être complètement négligeable.

## Exemples
La désintégration de l'uranium 238 s'écrit :
238
92U ⟶ 234
90Th + α.
Elle peut être précisée sous la forme :
238
92U ⟶ 234
90Th + 4
2He.
En effet la particule alpha est un noyau d'hélium et la désintégration conserve bien le nombre total de nucléons et la charge électrique totale.
En aval le thorium 234 se transforme en uranium 234 dont la période est longue (245 500 ans), présent dans l'uranium naturel, et qui est le véritable « fils » de l'uranium 238 dans sa chaîne de désintégration.
238
92U{\displaystyle \;{\xrightarrow[{4,4688~Ga}]{\alpha }}\;}234
90Th + 4
2He ;
234
90Th{\displaystyle \;{\xrightarrow[{24,1~j}]{\beta }}\;}234m
91Pa + e− + νe ;
234m
91Pa{\displaystyle \;{\xrightarrow[{1,17~min}]{\beta }}\;}234
92U + e− + νe.
En effet le thorium 234 formé par émission de la particule α a perdu 2 protons par rapport à la proportion d'équilibre (celle de l'uranium 238 ou du thorium 232) et se trouve en excès de neutrons. 
Autre exemple courant, la désintégration du radium qui se transforme en radon :
226
88Ra ⟶ 222
86Rn + 4
2He.